# الشطرنج في الفنون والأدب

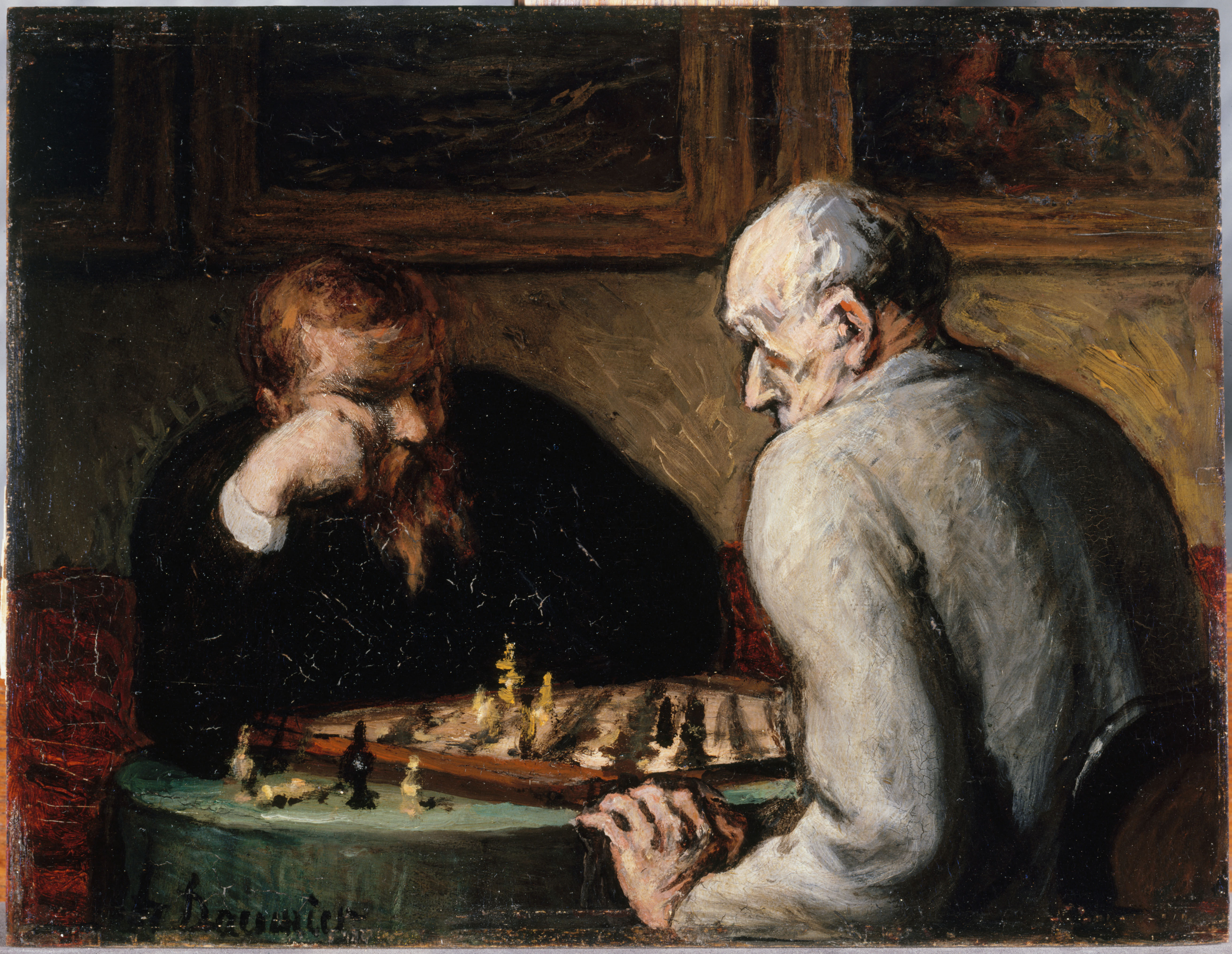
لوحة لاعبي الشطرنج لأونوريه داوميير والتي تعود لعام 1863

أصبحت لعبة الشطرنج مصدر إلهام لفنون الأدب بعد فترة وجيزة من انتشارها في العالم العربي وأوروبا خلال العصور الوسطى. ولعل أقدم الأعمال الفنية التي ركزّت على لعبة الشطرنج هي المنمنمات التي وُجدت في مخطوطات العصور الوسطى، والقصائد التي غالبًا ما كان الغرض الرئيسيّ من نظمها هو وصف قواعد اللعبة. ألف شعراء وأدباء القرون الوسطى العديد من الأعمال الأدبية التي تتعلق بالشطرنج بعد أن اكتسبت لعبة الشطرنج شعبية كبيرة خلال القرنين الخامس عشر والسادس عشر. من أشهر هذه الأعمال قصيدة سكاتشيا لودوس التي كتبها الشاعر الإيطالي ماركو جيرولامو فيدا عام 1527، والتي تركت انطباعاً خاصاً لدى القراء لدرجة أنها ألهمت مؤلفين آخرين ودفعتهم لتأليف قصائد أخرى تدور حول لعبة الشطرنج.

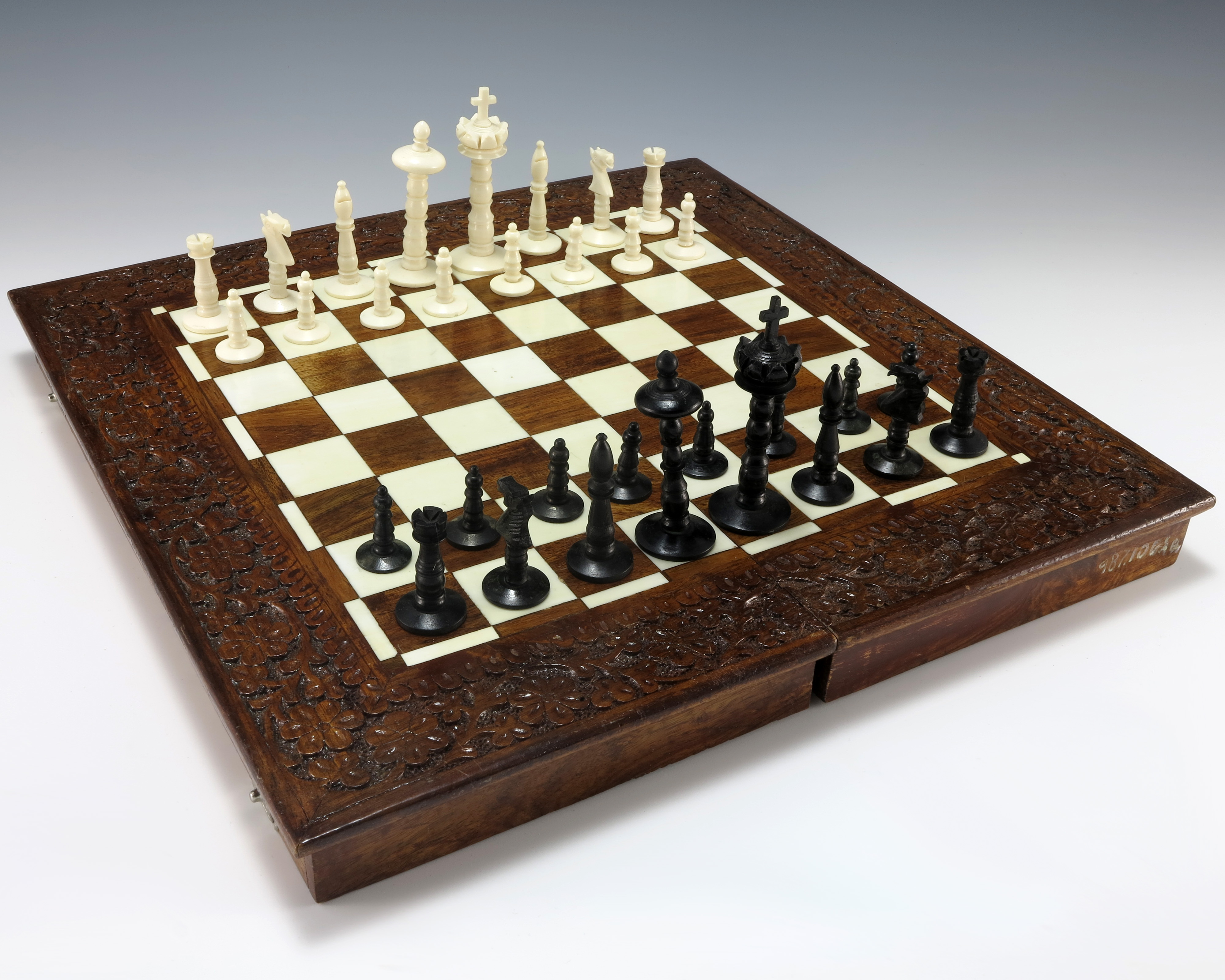
أهدى الرئيس الباكستاني السابق ذوالفقار بوتو مجموعة شطرنج منحوتة من العاج إلى رئيس الولايات المتحدة الأمريكية السابق جيرالد فورد. في عام 1975

ألف الأدباء العديد من الأعمال الأدبية التي تتعلق بلعبة الشطرنج، واستلهموا فيها في بعض الأحيان جوانباً من حياة بعض اللاعبين المشهورين مثلما فعل الأديب الروسي فلاديمير نابوكوف في روايته الدفاع، وبول أندرسن في روايته ألعاب أبدية، وجون برونر في روايته ميادين الدينة.
وابتكر بعض المؤلفين متغيرات شطرنج جديدة في أعمالهم، مثل الشطرنج الخفي في سلسلة روايات عالم القرص لتيري براتشت، أو الشطرنج ثلاثي الأبعاد في سلسلة الأفلام الأمريكية الشهيرة ستار تريك.

## التاريخ
تُعدّ قصيدة أبيات الشطرنج أقدم نصّ أوروبي معروف يشير إلى لعبة الشطرنج، وهي قصيدة لاتينية من العصور الوسطى، ويرجع تاريخ أقدم مخطوطة تحتوي على هذه القصيدة إلى عام 997. تشمل الأمثلة المبكرة الأخرى التي أشارت للعبة بعض المنمنمات المصاحبة للكتب، والتي كان لبعضها له قيمة فنية كبيرة، ولعل أفضل مثال معروف على هذه المنمات هو ما حواه كتاب الألعاب الذي يرجع تاريخ تأليفه للقرن الثالث عشر، حيث يحتوي الكتاب على 151 رسماً توضيحيًا ركز معظمها على لوحة لعب الشطرنج، ووصف بعض مسائل الشطرنج بحيث كان اللاعبون والبنية المعمارية تختلف في كل صورة عن الأخرى. وُصفت القطع التي توضح مسائل الشطرنج في مخطوطة لوكا باتشيولي، والتي يعود تاريخها إلى حوالي عام 1500 بأنها لوحة مستقبلية يمكن أن تنتمي إلى عصرنا الحالي، ومن المرجح أن يكون الرسام الإيطالي ليوناردو دافنشي هو من رسمها.
أخذت شعبية لعبة الشطرنج تتزايد تدريجياً في أوروبا خلال القرنين الخامس عشر والسادس عشر الميلاديين، وخاصة في إسبانيا وإيطاليا حيث بدأ العديد من الأدباء في نظم قصائدهم متّخذين من الشطرنج موضوعاً رئيسيّاً للقصيدة.
تصف قصيدة كاتالونية بعنوان شطرنج الحب كتبها شاعر غير معروف في نهاية القرن الخامس عشر مباراة شطرنج بين مارس إله الحرب وفينوس إلهة الحب والجمال مستخدما الشطرنج كرمز للحب. اتّخذ الشاعر من القصيدة أيضًا وسيلة لوصف قواعد اللعبة. تضمنّت مخطوطة فرانشيسكو برناردينو كالدوجنو بعنوان (عن لعبة الشطرنج)، والتي كُتبت في ذات الفترة أيضاً مجموعة من النصائح حول طريقة لعب الشطرنج تمت صياغتها في قالب شعري.
تُعدّ قصيدة أبيات الشطرنج لماركو جيرولامو فيدا، والتي يرجع تاريخ كتابتها إلى عام 1527، واحدة من أكثر الأعمال الأدبية التي تتعلق بلعبة الشطرنج تأثيراً، والتي تدور أبياتها حول مباراة شطرنج بين أبولو إله الشمس وميركوري إله التجارة على جبل أوليمبوس. ويقال أن القصيدة قد تركت بسبب أسلوبها الرفيع أثراً كبيراً في كل من قرأها حتى الفيلسوف الهولندي ديزيديريوس إيراسموس، وكانت مصدر إلهام مباشر لعملين أدبيين آخرين على الأقل، أحدهما هو قصيدة الشطرنج التي كتبها جان كوتشانوفسكي قرابة عام 1565، والتي وصفت اللعبة بأنها معركة بين جيشين. ويتمثل العمل الثاني في قصيدة لعبة الشطرنج التي كتبها ويليام جونز كايسا في عام 1772، والتي جعل فيها كايسا من الإلهة اليونانية القديمة الزائفة درياد إلهة للشطرنج.